# Иодат висмута(III)
Иодат висмута(III) — неорганическое соединение, 
соль висмута и иодноватой кислоты с формулой Bi(IO3)3,
бесцветные кристаллы,
не растворяется в воде,
образует кристаллогидрат.

## Получение
- Обменная реакция:

{\displaystyle {\mathsf {Bi(NO_{3})_{3}+3HIO_{3}\ {\xrightarrow {}}\ Bi(IO_{3})_{3}\downarrow +3HNO_{3}}}}

## Физические свойства
Иодат висмута(III) образует бесцветные кристаллы
моноклинной сингония,
пространственная группа P 21/n,
параметры ячейки a = 0,88882 нм, b = 0,59445 нм, c = 1,52445 нм, β = 97,064°, Z = 1.
Образует кристаллогидрат состава Bi(IO3)3•2H2O,
триклинная сингония,
пространственная группа P 1,
параметры ячейки a = 0,7056 нм, b = 0,7337 нм, c = 1,0740 нм, α = 95,06°, β = 106,16°, γ = 109,56°, Z = 2.
Не растворяется в воде, слабо растворяется в азотной кислоте.